# أليس فيلد
أليس فيلد (بالفرنسية: Alice Field)‏ هي ممثلة فرنسية، ولدت في 6 سبتمبر 1903 بالجزائر في الجزائر، وتوفيت في 29 سبتمبر 1969 بالدائرة السابعة في باريس في فرنسا.

## وصلات خارجية
- أليس فيلد على موقع IMDb (الإنجليزية)
- أليس فيلد على موقع ألو سيني (الفرنسية)
- أليس فيلد على موقع أول موفي (الإنجليزية)
- أليس فيلد على موقع قاعدة بيانات الأفلام السويدية (السويدية)
- أليس فيلد على موقع قاعدة بيانات الفيلم (الإنجليزية)
- أليس فيلد على موقع كينوبويسك (الروسية)